# Kabinová lanová dráha na Ještěd
Lanová dráha Horní Hanychov – Ještěd je kyvadlová dvoukabinová visutá lanová dráha. Je v provozu od roku 1933, od roku 1975 v rekonstruované podobě. V současnosti jde o jedinou lanovku provozovanou Českými drahami, v jejich jízdním řádu je vedena jako trať č. 900 (dříve 902, předtím 075). Slouží jak k dopravě turistů, tak i k zásobování horského hotelu Ještěd. 
Dne 31. října 2021 došlo k nehodě lanové dráhy, pád jedné z kabin nepřežil jeden člověk. Od té doby je dráha mimo provoz.

## Stanice
- Liberec-Horní Hanychov (600 m n. m., též udáváno 595 m n. m.)
- Ještěd (1000 m n. m., též udáváno 995 m n. m.)

## První záměr
V roce 1924 předložil Německý horský spolek pro Ještědské a Jizerské hory, vlastník tehdejšího hotelu na vrcholu, záměr vybudování lanovky, který zpracoval Ing. Roman Wienberger, zástupce firmy Adolf Bleichert a spol. z Lipska. Od tohoto návrhu bylo upuštěno a celou akcí byly pověřeny Československé státní dráhy.

## Lanovka z roku 1933

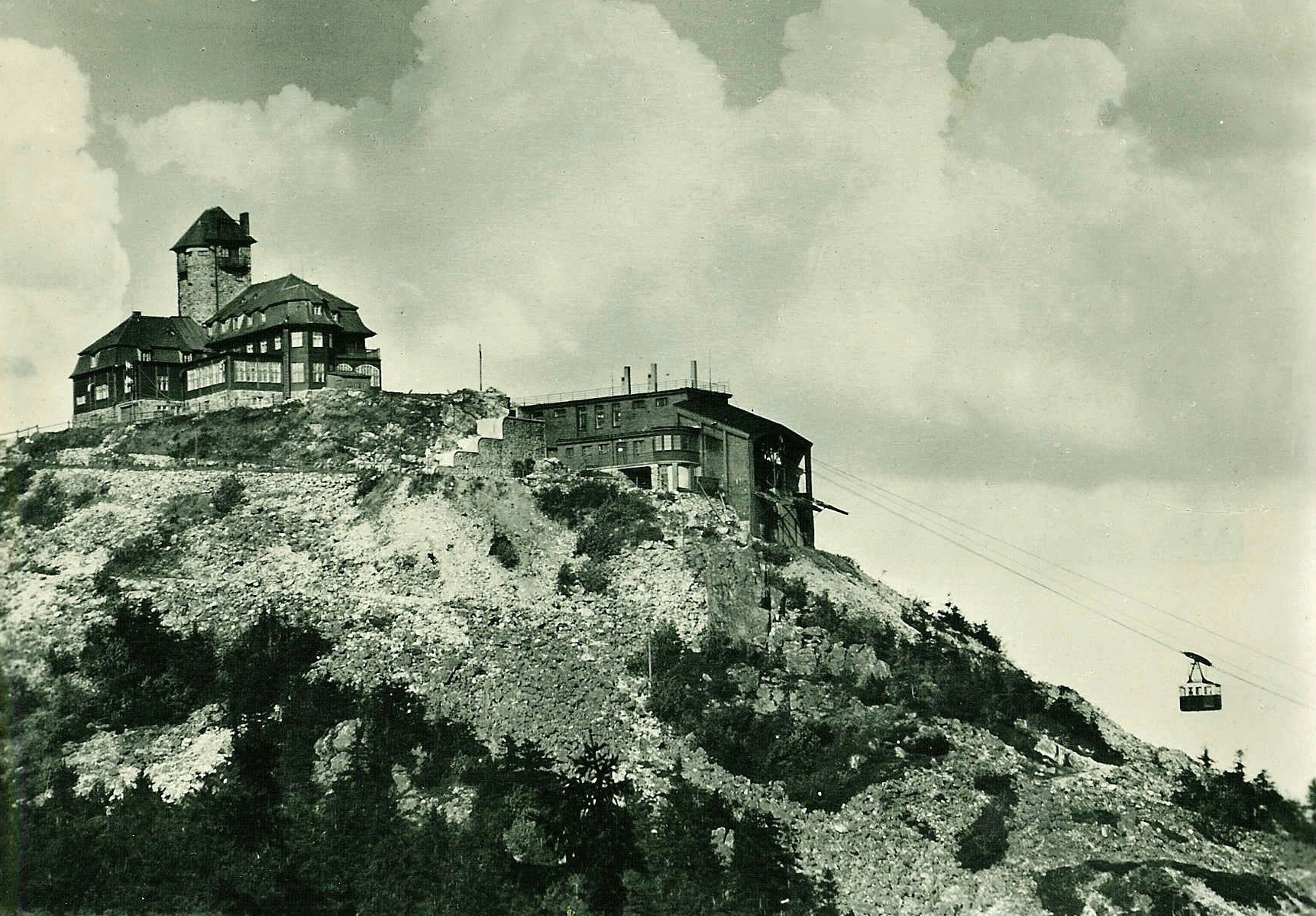
Stará lanovka (léto 1961)

Ve třicátých letech Československé státní dráhy získaly pozemky pod tratí a v místech budoucích stanic a zadaly stavbu chrudimské firmě František Wiesner (po znárodnění Transporta). Ta zahájila stavbu 15. června 1932 a již 27. června 1933 byla lanovka zprovozněna. Po lanovce na Černou horu, která dnes již v původní podobě a v původním místě neexistuje, byla tato lanovka historicky druhou českou visutou lanovkou. 1. června 1943 převzala lanovku od železničního dopravce správa liberecké pouliční dráhy, v roce 1945 byla převedena pod Československé státní dráhy. V letech 1953 a 1962 byla vyměněna nosná lana.
Jednu ze dvou kabin původní lanovky z roku 1933 získalo v roce 2012 Severočeské muzeum v Liberci, po vyřazení byla využívána postupně jako bufet, stavební buňka, kůlna a včelín. Muzeum plánuje její renovaci podle dochovaných plánů, případně renovaci pouze jedné poloviny kabiny, zatímco ta druhá by zůstala v nálezovém stavu. Od roku 2023 měla být neopravená součástí nově připravované expozice o ještědské lanovce v Technickém muzeu Liberec.

### Technické parametry
- Šikmá délka trati: 1183 m
- Vodorovná délka trati: 1115 m
- Výškový rozdíl: 400 m
- Podpěry: dvojice nýtovaných sloupů o výšce 20 a 26 m
- Průměr nosného lana: 45 mm, napínací závaží v dolní stanici
- Průměr tažného a přítažného lana: 22 mm
- lanovka měla dvě tažná a dvě přítažná lana, ale žádnou nouzovou brzdu, resp. v případě prasknutí jednoho z tažných lan se napínací kotouče vychýlily a vypnuly koncový spínač, což se stalo roku 1944[6]
- Vozidla: dvojice pevně uchycených kabin v protilehlých polohách o kapacitě 33 osob
- Pohon v horní stanici, výkon 100 kW
- Maximální rychlost: 5 m/s
- Doba jízdy: 5 minut
- Kapacita: 330 osob za hodinu.

### Incidenty
V roce 1944 prasklo jedno tažné lano, k nějakému zranění však došlo až při evakuaci osob z kabin. V 50. letech 20. století došlo k nějaké drobné nehodě, pravděpodobně nedobrzdění v koncové stanici, kvůli které musely být obě kabiny vyměněny.

## Lanovka z roku 1975

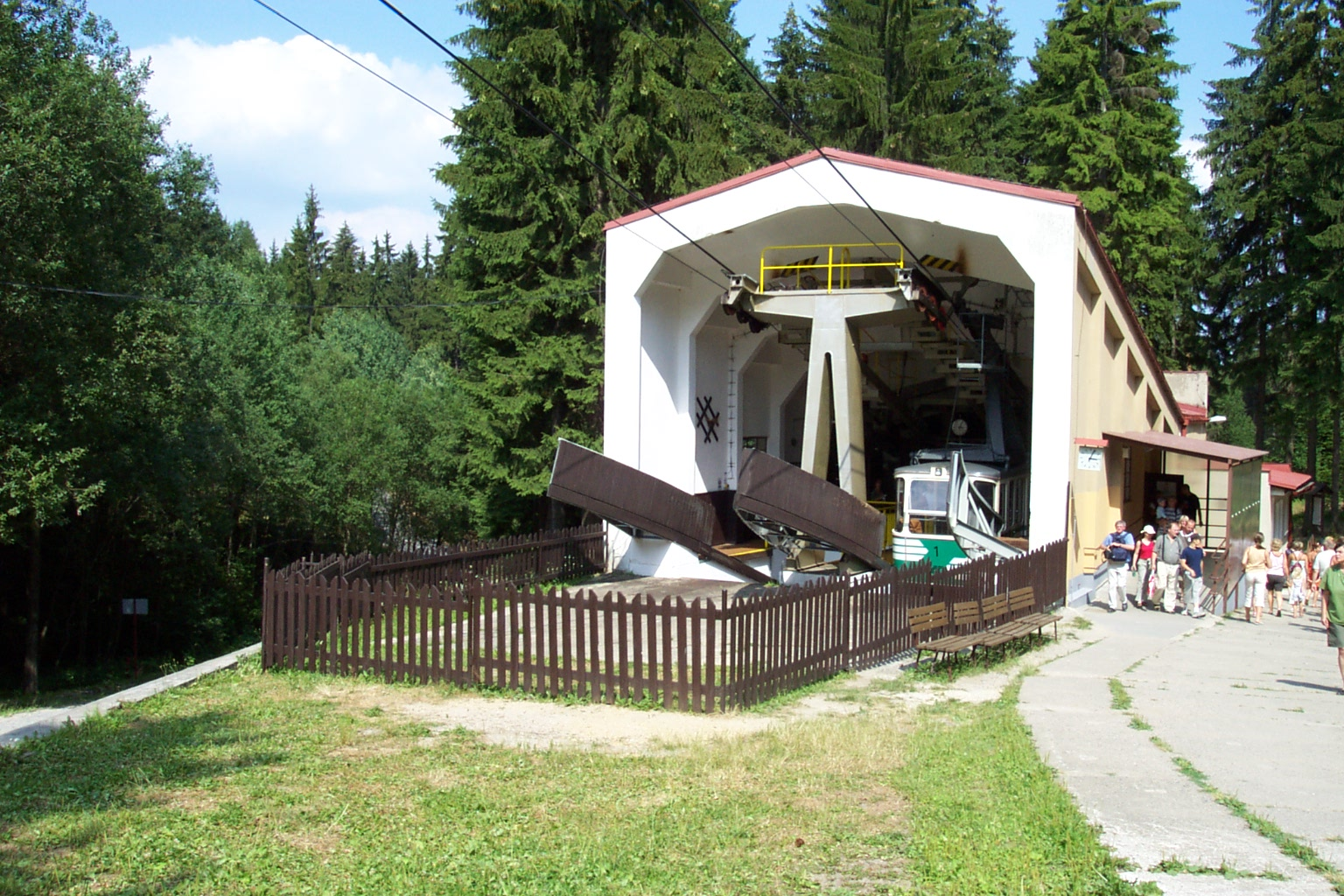
Horní Hanychov, dolní stanice

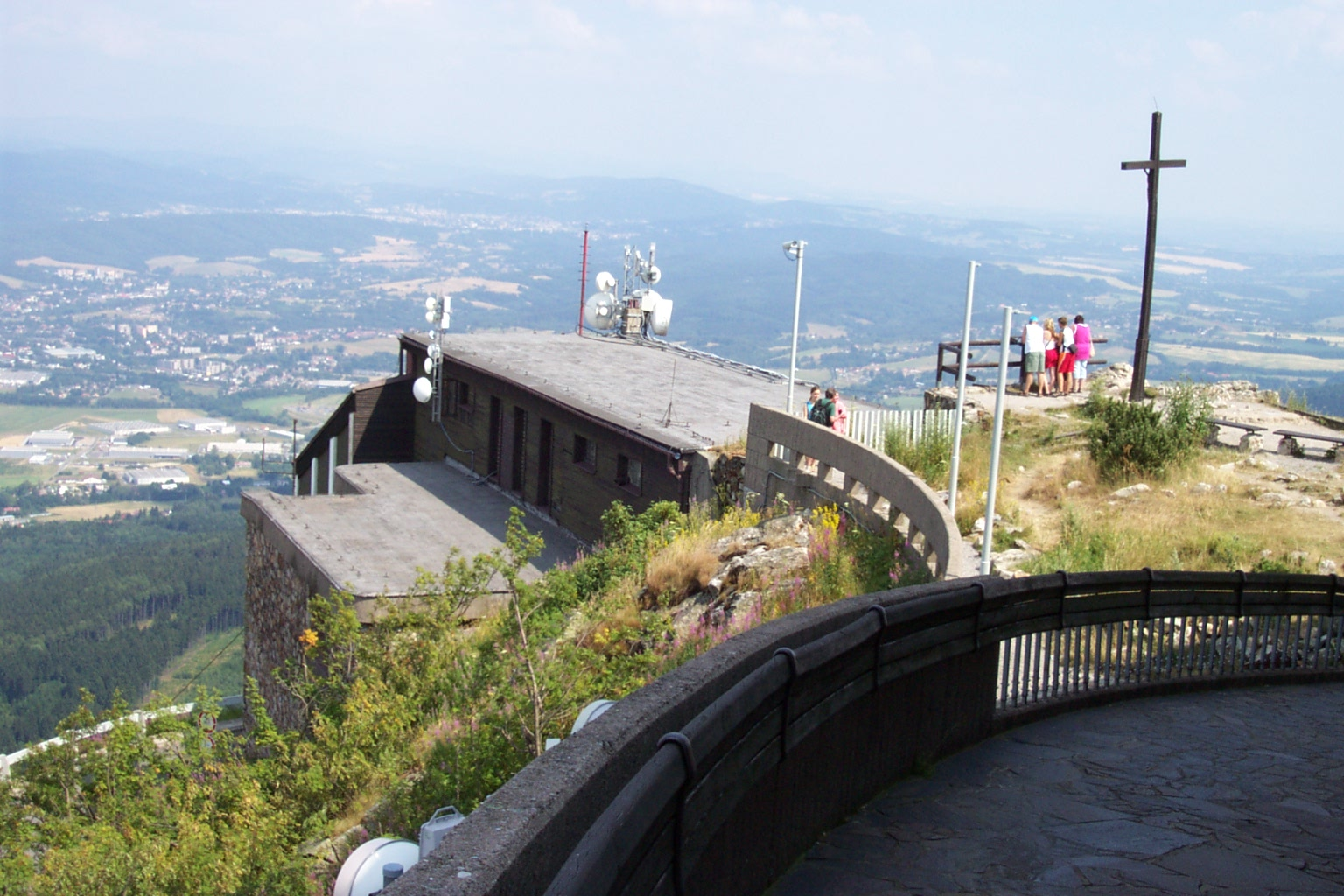
Ještěd, horní stanice

V roce 1971 již byla původní technologie opotřebovaná a bylo rozhodnuto o celkové přestavbě lanovky. Přestavba, která byla opět zadána firmě Transporta, proběhla v letech 1971–1975 a během ní byla lanovka prodloužena na šikmou délku 1188 metrů s převýšením 402 metrů. Lanovka v nové podobě byla otevřena 31. prosince 1975. Dvojice podpěr byla nahrazena podpěrou jedinou o výšce 30 metrů, byla zdvojnásobena rychlost i výkon hlavního pohonu. Tři kabiny (dvě provozní a jednu záložní) vyrobila společnost Navika Praha. V letech 1983 a 1985 byla vyměněna nosná lana. Od roku 1993 dráhu vlastní a provozují České dráhy. Jako jediná lanovka ČD nebyla privatizována nebo předána obci.
Oproti dosavadní lanovce, která měla přítažná a tažná lana zdvojená, zůstalo po rekonstrukci  v letech 1971–1974 již jen po jednom tažném a přítažném laně. Lanovka nově dostala čelisťovou brzdu se třemi různými prvky aktivace, z nichž dva byly automatické. Z dokumentů se zdá, že oba automatické způsoby ovládání později byly z neznámých důvodů z lanovky odstraněny, z toho jeden pravděpodobně už mezi lety 1975 a 1984.
Ročně lanovka přepravila průměrně kolem 250 tisíc cestujících. Jednoduché plné jízdné pro jednu osobu směrem nahoru bylo v roce 2016 99 Kč, zpáteční 149 Kč. U dolní stanice lanové dráhy bylo k dispozici parkoviště pro osobní automobily a autobusy.
V roce 2023 odkoupilo od Českých drah kabinu č. 1 Severočeské muzeum v Liberci, které ji poskytlo do nově připravované expozice o ještědské lanovce v Technickém muzeu Liberec. Třetí kabinu, rovněž označenou č. 1, zakoupilo roku 2024 Národní technické muzeum a umístilo ji do svého veřejně přístupného železničního depozitáře v Chomutově.

### Pád kabiny v říjnu 2021
Dne 31. října 2021 v 13.37 hod. došlo k pádu kabiny č. 2, jež na pravidelném spoji směřovala z vrcholu do spodní stanice. Kabina spadla z výšky asi 30 metrů poblíž podpěry; v době jízdy v ní byl pouze průvodčí, který nehodu nepřežil. Kabina č. 1, ve které cestovalo kromě průvodčího 13 cestujících směrem nahoru, sjela při této mimořádné události po nosném laně blíže k dolní stanici a uvízla ve výšce asi 15 metrů nad zemí; nikdo nebyl zraněn, lidé však utrpěli psychický šok a evakuovali je hasiči. Ředitel provozu osobní dopravy Českých drah ještě tentýž den uvedl, že při nehodě došlo k prasknutí tažného lana, což následující den potvrdila Drážní inspekce. Od této nehody není lanová dráha v provozu.
V říjnu 2023 generální inspektor Drážní inspekce Jan Kučera při přípravě podcastu pro web Zdopravy.cz uvedl, že nehoda již je vyšetřena, ale policie si z důvodu trestněprávních úkonů vyžádala nejen to, aby závěrečná zpráva zatím nebyla zveřejněna, ale poprvé v historii Drážní inspekce i to, aby zúčastněným stranám ani nebyla zaslána k projednání, aby neunikly důležité informace. Generální inspektor potvrdil, že prasklo lano a nebyla tam automatická záchranná brzda. Zjištění inspekce však jdou dál a generální inspektor si myslí, že bude velmi zajímavé, až se to veřejnost dozví. Regionální mluvčí policie v předposledním říjnovém týdnu 2023 řekl, že policejní vyšetřování se blíží k závěru. Policie vyšetřuje podezření z obecného ohrožení z nedbalosti, nikoho konkrétního dosud neobvinila. 30. října 2023 královéhradecké krajské ředitelství Policie ČR publikovalo zprávu, že policie ukončila prověřování a zahájila trestní stíhání čtyř fyzických a jedné právnické osoby pro přečin obecného ohrožení z nedbalosti, kterého se měly dopustit tím, že lanovka byla provozována vědomě v rozporu s předpisy a technickou dokumentací. Web Zdopravy.cz se dopátral, že onou právnickou osobou jsou České dráhy a.s. České dráhy a.s. proti stíhání podaly stížnost a reagovaly, že s názorem vyšetřujících orgánů nesouhlasí a že lanovka měla všechna nezbytná povolení a revize.
V neděli 31. října 2024 vydala Drážní inspekce 121stránkovou závěrečnou zprávu o výsledcích šetření mimořádné události.
Bezprostřední příčinou nehody bylo přetržení tažného lana. Podle zprávy významným prvkem přispívajícím k procesu poškození byla zjištěná výrazná koroze jednotlivých drátů tažného lana pocházejícího z roku 2016, která vedla k oslabení jejich průřezu. Toto poškození posudek z VUT Brno vysvětluje tím, že při pravidelných odstávkách kabina č. 2 setrvávala v dolní stanici a vlivem srážek či kondenzace vzdušné vlhkosti docházelo k vyššímu stékání vody do postižené části lana. Podle provedeného rozboru lze navíc předpokládat, že namísto mazání lan novým olejem byl používán „vyjetý“ motorový olej. Provozní předpis byl v rozporu se závaznými pokyny výrobce pro obsluhu a údržbu zařízení; osoby provádějící údržbu tak neměly k dispozici jednoznačné technologické postupy, jejichž důsledným dodržováním by musely v rámci svých povinností odhalit zásadní nedostatky lanové dráhy, které vylučovaly její způsobilost k provozu.
Z vyšetřování vyplynulo, že lanovka posledních zhruba 30 let neměla mít povolení k provozu, protože v rozporu se schválenou technickou dokumentací byla provozována bez prvků zajišťujících automatickou aktivaci vozové brzdy. V rámci vyšetřování jeden ze strojníků lanovky vypověděl, že automatická vozová brzda byla v minulosti demontována po dohodě s Transportou Chrudim jako výrobcem kabiny. DI usoudila, že se tak stalo mezi lety 1987 a 1991. Revizní technik při kontrolách opakovaně konstatoval, že lanovka je bez závad, i když nemá automatickou brzdu. Rukojeť brzdy byla podle výpovědí umístěna tak, že někteří zaměstnanci při své výšce by na ni dosáhli jen výskokem
Za společnost Easy Control Morava prováděl technickou prohlídku stejný revizní technik, který pracoval při revizích také pro České dráhy. Stejná situace byla i u revizí za firmu VVS – česko-moravské výtahy. Inspekce upozornila, že takový postup, kdy kontroluje stejný člověk, je v rozporu se zákonem. Kontroly lanovky od roku 1981 prováděli stále dva stejní technici. Vyšetřování rovněž ukázalo, že Drážní úřad u revizí či prohlídek a zkoušek neprovádí státní dozory. Revizní techniky nikdo nekontroloval, navíc byli ve střetu zájmů. Poslední revize na Ještědu proběhla na předmětné lanové dráze i revizním technikem v zácviku. Drážní úřad nedostatečně vykonával dozor nad oprávněnými osobami provádějícími revize, prohlídky a zkoušky určeného technického zařízení, a tím nezjistil, že oprávněné osoby vykazovaly dlouhodobě zjevné nedostatky ve své činnosti, které podstatným způsobem ovlivňovaly ověřování technické způsobilosti a bezpečnost provozu určeného technického zařízení.
Součástí závěrečné zprávy je 6 bezpečnostních doporučení Drážnímu úřadu: 
- zajistit upřesnění technologických postupů ve vnitřních předpisech provozovatelů
- zajistit u provozovatelů lanových drah plnění požadavků na evidenci údržby a kontrol (mj. provedením mimořádné kontroly)
- zajistit, aby záznamy z měření odezvy pohonů lanových drah na řídicí signály byly povinnou přílohou technické prohlídky a zkoušky a veškeré úpravy softwaru řídicích systémů byly evidovány a archivovány
- namátkově provádět kontrolní činnost mj. během provádění revizí nebo prohlídeka zkoušek určených technických zařízení lanových drah; za tímto účelem zajistit, aby termíny těchto činností musely být předem ohlášeny
- zajistit kompetence a nestrannost právnických osob pověřených k provádění technických prohlídek a zkoušek určených technických zařízení lanových drah
- zajistit kompetence a nestrannost fyzických osob oprávněných k provádění prohlídek a zkoušek určených technických zařízení lanových drah,

a jedno doporučení Ministerstvu dopravy (zasadit se o změny právních předpisů navrhované Drážním úřadem v souvislosti s realizací jemu určených bezpečnostních doporučení).

### Trať
- Šikmá délka trati: 1188 m
- Vodorovná délka trati: 1115 m
- Převýšení: 401,7 m, též udáváno 400 m
- Sklon trati: průměrný 36 %, maximální 55,78 %
- Počet podpěr: 1 truhlíková konstrukce o výšce 30 metrů
- Maximální výška kabiny nad terénem: 30 metrů
- Délka nosného lana: 1400 m pro každou větev
- Průměr nosného lana: 50 mm, napínací závaží v dolní stanici
- Průměr tažného a přítažného lana: 22,4 mm
- Pohon v horní stanici, 205 kW
- Vozidla: dvě kabiny pevně uchycené o kapacitě 35 cestujících.

### Provozní parametry
- Maximální dopravní rychlost: 10 m/s
- Jízdní doba: 4 minuty
- Přepravní kapacita: 525 osob/h v každém směru (tento uváděný údaj nepočítá s časem pro nastupování a vystupování)
- Rozsah provozu: od 8 do 19 hodin (v pondělí až od 14 hodin, od listopadu do března jezdí poslední spoj již v 18 hodin); převážně v intervalu 30 minut, mezi 12 a 13 h a po 16:00 h je interval hodinový; v případě většího zájmu na určitý spoj jede lanovka tolikrát, dokud nejsou přepraveni všichni cestující
- Jarní nebo podzimní odstávky nejsou zapracovány do tabulkového jízdního řádu a bývají oznamovány samostatně; podobně i přerušení provozu např. kvůli povětrnostním podmínkám.

### Dopravní dostupnost
Dolní stanice lanové dráhy se nachází asi 10 minut pěší chůze od konečné tramvajové linky číslo 3 v Horním Hanychově. V době přípravy zdvojkolejnění a modernizace trati Viadukt – Horní Hanychov bylo zvažováno i prodloužení až k dolní stanici lanovky, ale nakonec byla trať obnovena jen v původní trase.
O něco blíže dolní stanici se nachází zastávka regionálních autobusů Liberec,Horní Hanychov,u lanovky. Zastavují zde linky 540320 Liberec – Osečná – Stráž pod Ralskem a 540340 Liberec – Hodky – Český Dub, dopravce ČSAD Liberec a.s.
Silniční spojení k dolní stanici lanovky vede od silnice I/35 (křižovatka u Viaduktu) ulicemi Švermova, Uralská, Kubelíkova a Ještědská. Nejbližší železniční stanicí je nádraží Liberec-Horní Růžodol na trati z Liberce do České Lípy.

## Úvahy o znovuzprovoznění
12. listopadu 2021 generální ředitel Českých drah Ivan Bednárik u příležitosti vzpomínkové akce na zemřelého průvodčího uvedl, že chce na visutou lanovku na Ještěd v Liberci přidat další bezpečnostní prvky, přičemž analýzu by měl mít k dispozici do dvou měsíců a doufá, že se rozhodne do roka a do dne. Uvedl, že lanovka bude mimo provoz minimálně do konce zimní sezony, spíše déle. Slíbil, že po zprovoznění lanovky bude prvním cestujícím, který do ní nastoupí, aby veřejnosti ukázal, že České dráhy důvěřují své práci.
Začátkem ledna 2022 České dráhy po jednání oznámily, že na obnově lanovky by se kromě nich měly podílet i město, kraj a společnost TMR, která provozuje skiareál na Ještědu. Podle dohody tyto subjekty měly zájem o spolupráci do konce ledna stvrdit memorandem. Podle náměstka generálního ředitele Českých drah podle současných norem nelze provést jen základní opravu s výměnou lan, kabin a přidáním bezpečnostních prvků, což Českým drahám potvrdili všichni velcí výrobci lanovek v Evropě, které firma oslovila. Jediným řešením je větší rekonstrukce nebo výstavba nové lanovky. Celý proces by podle něj trval 3 až 5 let. 7. března 2022 podepsaly České dráhy, Liberecký kraj, statutární město Liberec a TMR Ještěd memorandum o spolupráci k obnově lanové dráhy na Ještěd. Pracovní skupiny zatím zvažují tři základní varianty dalšího postupu: oprava původní dráhy s novými zabezpečovacími prvky, nebo nová, moderní lanovka v původní trase, nebo nová lanová dráha s prodloužením o zhruba 650 metrů až k tramvajové konečné Horní Hanychov. Je zvažováno jak uplatnění kyvadlového systému se dvěma velkými kabinami, tak varianta oběžného systému s větším počtem menších kabin. Podle libereckého primátora odborníci odhadují proces zprovoznění lanovky na  3 až 4 roky v případě rekonstrukce nebo na 4 až 5 let v případě výstavby nové lanovky.
Liberecký kraj uvažoval, že jako dočasnou náhradu zavede od dubna 2022 autobusovou linku na parkoviště u chaty Ještědka.
Koncem května 2022 představenstvo Českých drah schválilo vypsání předběžných tržních konzultací na strategického partnera, který zajistí financování obnovy a následný provoz lanové dráhy. Tento průzkum trhu měl být vypsán nejdříve během několika následujících týdnů. Za nejpravděpodobnější v té době České dráhy označily variantu nahrazení kyvadlového systému oběžným s kabinkami pro 8–10 cestujících s výstavbou ve dvou etapách: v první fázi obnovou lanovky v původní délce necelých 1200 metrů, následně prodloužení o asi 650 metrů k centrálnímu parkovišti P1 u tramvajové konečné Horní Hanychov, protože k prodloužení lanovky je nutná změna územního plánu.
Primátor Liberce Jaroslav Zámečník v červenci 2022 prezentoval médiím svůj názor, že by lanovku mělo ideálně do budoucna vlastnit město a případně si na provozování někoho dalšího zjednat. Město údajně jednomu z členů představenstva Českých drah ústně předložilo záměr, že by chtělo pozemky po lanové dráze včetně budov odkoupit, přičemž cenu odhadl zhruba na 50 milionů Kč a vybudování nové lanovky na 250–300 milionů Kč. Prezentoval představu, že pokud by město pozemky získalo do vlastnictví, založilo by samostatný podnik, který by si na stavbu vzal úvěr a postupně ho splácel z tržeb z provozu, po splacení úvěru by lanovka mohla být zařazena do systému MHD.  Ochotu finančně se podílet na obnovení provozu lanovky podle Zámečníka předběžně vyjádřil i Liberecký kraj. Náměstek GŘČD pro osobní dopravu Jiří Ješeta 25. srpna 2022 po jednání strategické skupiny pro obnovu lanovky oznámil, že Liberec lanovku od Českých drah převezme a zajistí její obnovu. Město bylo jediným zájemcem, který v předběžných konzultacích podal nabídku. České dráhy podle Ješety nechtějí do obnovy lanovky investovat ani ji provozovat. Záměr převzetí musí za město ještě schválit zastupitelstvo, pozemky a budovy lanovky město buď odkoupí, nebo si je od Českých drah pronajme. Primátor Jaroslav Zámečník očekával, že majetkoprávní úkony by měly trvat v řádu několika měsíců, zhruba půl roku. Na obnovu a provoz lanovky chce město hledat strategického investora ve veřejné soutěži.
Do poloviny dubna 2024 pořádalo město on-line anketu, kde občané mohli volit mezi třemi variantami lanové dráhy, přičemž všechny se dají realizovat jak v dosavadní, tak v prodloužené trase: první variantou byl kyvadlový provoz dvou kabin, druhou variantou provoz oběžných kabinek a třetí variantou, nazývanou „tramvaj“, jedna kabina zavěšená na dvou lanech. V anketě hlasovalo téměř 1700 občanů a přes 58 % zvolilo variantu jedné kabiny zavěšené na dvou lanech. Tuto možnost, ve variantě prodloužené k tramvajové konečné, podpořil i náměstek primátora pro architekturu, veřejný prostor a dopravní stavby Jiří Janďourek. Kromě toho si rada města nechala vypracovat ekonomickou analýzu a studii proveditelnosti od studia SIAL. Za velmi optimistický odhad obnovení provozu lanovky označil leden 2029. Dne 25. dubna 2024 variantu s jednou kabinou s kapacitou 100 cestujících, zavěšenou na dvou lanech a s prodloužením trasy ke konečné tramvaje schválilo zastupitelstvo města.